# Tom Keogh
Pour les articles homonymes, voir Keogh (homonymie).
Tom Keogh né en 1922 à San Francisco et mort le 15 février 1980 à New York est un illustrateur et décorateur américain.
Éclectique, il travaille pour la mode et l'édition, et crée des décors pour le ballet, le théâtre ou le cinéma. Il s'installe en 1944 à New York pour travailler au cinéma pour Barbara Karinska puis part pour Paris durant une vingtaine d'années où il va réaliser, entre autres, plusieurs couvertures de Vogue Paris.

## Biographie
Tom C. Keogh est né en 1922 à San Francisco. Il fait ses études à la Chouinard Art Institute où il rencontre Barbara Karinska, par l'intermédiaire de la future créatrice de costumes Willa Kim (en).
Il travaille en 1944 sur Kismet puis sur Le Pirate pour Barbara Karinska. Par la suite, Il épouse la danseuse et romancière Theodora Keogh (en), née Roosevelt, la petite-fille du président Theodore Roosevelt. Après leur mariage, les Keogh déménagent à Paris. Vers cette même époque, il réalise alors des illustrations pour l'édition française de Vogue, dont plusieurs couvertures, même si la mode n'est pas une grande passion pour lui. Éclectique, il dessine des publicités, décore des vitrines de Noël (en) pour les Galeries Lafayette, réalise des fresques, des costumes et décors pour un ballet.
Après plusieurs liaisons dont une avec Marie-Laure de Noailles et une vie privée agitée, un mariage qualifié d'« orageux », il divorce, sans enfant, mais reste en bon termes avec Theodora Keogh, allant jusqu'à illustrer les couvertures des premières publications de la romancière dans les années 1950.
Par la suite il s'engage dans le portrait ainsi que, plus encore, dans les décors de ballet ou de théâtre. En parallèle, il illustre des nouvelles pour Ernest Hemingway ou des couvertures de livres comme pour Christiane Rochefort.
Vers la fin des années 1960, il repart dans son pays natal à New York et continue l'illustration, comme pour le magazine New York ou un ouvrage de William Butler Yeats. Il meurt le 15 février 1980 à l'hôpital Mont Sinaï sans jamais réellement avoir eu une carrière faite de succès.